# 大戸直純
大戸 直純（おおど なおずみ、1750年（寛延3年） - 1806年12月21日（文化3年11月12日））は、江戸時代後期の社会事業家。字は士孝、通称は久三郎、屋号は木綿屋。備後国芦田郡府中市村（現、広島県府中市）の出身。

## 経歴
私財を投じ、村民のために仁政を行った人物。豪商の浦上盛栄と共に私塾を創立し、多数の子どもを教育した。また、福山藩内では最初に社倉を創設するとともに、福山義倉にも出資して福祉事業を行なった人物である。朱子学を学び、頼春風や菅茶山らとも親交のあった文化人でもあった。

### 年譜
- 1750年（寛延3年） - 芦田郡府中市村の裕福な庄屋に生まれる。
- 1788年（天明8年） - 芦田郡出口村に、村内49名を同人として府中社倉を設立。
- 1797年（寛政9年） - 府中社倉を改築。
- 1799年（寛政11年） - 私塾楽群館（らくぐんかん、または「楽群舎」[注釈 1]）を開設。
- 1804年（文化元年） - 千田村庄屋河相周兵衛の発起した義倉設立計画に参加。
- 1806年（文化3年） - 57歳で病没。墓碑の碑文は共に親交のあった菅茶山が撰文、頼春風が刻銘。

## 社倉事業

### 府中社倉の創立
天明の大飢饉は福山藩においても深刻であり、1786年（天明6年）と翌年の長雨・洪水等による凶作・飢饉により農民は疲弊していた。物価騰貴に苦しむ農民が10人のうち7、8人に及ぶ現状を目の当たりにした直純は、1788年（天明8年）7月頃から明浄寺の僧枕雲法師や医師の木村正孝に、朱子社倉法に倣った社倉事業を行うことについて相談を持ちかけ、賛同を得た。
社倉設立にあたってはまず直純自身が麦十石を供出し、子にも数斗を出さしめ同志を募った。里正の上月則虎をはじめ郷土の人が49名参加し、第1回積立では麦56石8斗が集まったと記録されている。出資者の中には名も知れぬ孀婦（未亡人）も含まれている。さらに翌年の1789年（寛政元年）6月、1791年（寛政3年）6月、1792年（寛政4年）にも追加の出資・積立が行われた。
この府中社倉には府中某所にあった牢屋跡と伝わる免租地が利用され、囹圄（獄舎）社倉と称されていた。その後の1797年（寛政9年）に至り、出口村の牢屋跡地に高さ1丈2尺（約3.6メートル）、間口2丈4尺（約7.2メートル）、奥行1丈5尺（約4.5メートル）の立派な倉庫が建設された。
この社倉では、貸付者から利子を徴収しており、その利子率は一般の貸付が2～3割であったのに対し、半分の1～1.5割であった。平年の場合は「冬かし夏おさめ」といい、貸付は冬に行い、その返済には元本に利息をつけて麦の収穫期の夏をあて、凶年の場合は蓄えられた麦を放出施行し、一村の荒亡を救おうとした目論見であった。かくして府中社倉は福山藩内で最初の社倉となり、福山義倉や福山藩の社倉設立の先駆けとなった。

### 河相周兵衛の発起した義倉設立計画への参画
1804年（文化元年）には、千田村庄屋の河相周兵衛が発起人となる義倉計画に参画。河相周兵衛が義倉設立までを記した回想録によると、宮内神宮寺（吉備津神社の別当寺のひとつ）で僧侶であった周兵衛の弟が直純宅を夜間に訪れ、義倉計画参加を願い出たところ快諾を得た。さらに吉津村の津国屋常右衛門にも働きかけ、銀15貫目の出損に賛同を得たという。
なお、同年11月福山藩当局に提出された義倉の基本計画書「救法目論見」では、出資者を記す「出銀之覚」に直純の名は見当たらない。

## 教育・文化事業

### 楽群館
直純の兄が浦上盛栄に十両ほどの借財をしていた。兄の死後、直純が返済を申し出たところ、盛栄は直純の義奉を知っていたためその返済を受けようとせず、協議の結果、その資金を元手に利殖して私塾を建てることとした。直純は自ら書庫を塾内に設け、また三十金を集めて塾田を買い、修理費や書物の購入に充てた。菅茶山がその美談を知って喜び、寛政の三博士の一人である柴野栗山に頼んで塾名を命名してもらったとされ、栗山の揮毫した扁額もあった。
塾舎は盛栄の別荘内に創設されたといわれている。所在地は府中市村という理解（福山志料など）もあるが、出口町に推定する説（出口村の医院敷地内にあり、昭和40年代に取り壊されたという）もあり確定できない。
塾生や教育内容については明らかではないが、教育が盛んな当地域にあって、地域の教育に大きな役割を果たした。

### 備後全史への関与
菅茶山が江戸滞在中であった1804年（文化元年）6月24日に直純宛てに一通の書簡を認めている。用件は、当時味噌屋という人物が編纂中であった『備後全史』に関する直純からの報告に対する返信であった。「備後全史の件を藩主阿部正精公に申し上げたところ、殊の外喜ばれた。公は10月に帰国されるので、それまでに完成して欲しい。我儘を言って申し訳ないが、本件は内密にして欲しい。特に私が言ったなどと言われては困る。味噌屋にも言わないで欲しい」旨が記されている。
直純が行った報告の内容こそ不明であるが、備後全史編纂に何らかの関与をしていた可能性がある。

## 公共事業・慈善活動
- 幼少期から孝友美行が多く、27歳で出口村の組頭、42歳で里正（庄屋）となった。若くしてリーダーとなったことを妬む者もおり、天明の大飢饉の一揆の最中に、「漁民賄賂官長」と讒訴され、30日間投獄されたが無実となり釈放された[3][6]。その後も善行にさらに磨きをかけ、夜な夜な貧しい家に赴いて銭を投げ入れた。
- 1798年（寛政10年）には、村吏宛に「当村には茅葺屋根が多く、失火の時に難儀を致します。どうかこの資金を元手に利殖し、瓦葺屋根に葺き替えることをご協議ください」という旨を記した請願書に10金を添えて提出した。
- 府中中心部を流れる荒谷川には当時飛び石のみで橋がなく、増水の度に往来に支障が出ていた。石州街道の要所にあたり、官吏が往来する度に多くの人手と費用が掛かることを直純は憂慮していた。飛び石付近の「橋本」という姓から、当所には昔必ず橋が架かっていたはずだと考え、1799年（寛政11年）に上流・下流に橋を二本架けた。翌年に橋の1つが崩れ流されたが、直純が修理費を全額負担して再建した。
- 1800年（寛政12年）には、出口村羽中に灌漑用の池（「むすび池」[6]、または「大戸池」）を造成した。その際の人夫は出口村のみならず近村からも集っており、その費用はすべて直純が賄った。

## その他
- 通称の「久三郎」は、木綿屋大戸家代々の通名である。
- 妻を藤井氏から娶り、長男の直憲と次男の直纉の息子2人をもうけた。直憲（字は士章、通称は久三郎、号は楓冷）は頼春風の高弟[注釈 7]で、学問がよく出来、筆跡も師匠そっくりで、「小春風」といわれたとされる[8]。
- 大戸家居宅は、頼春水が「剰馥梅」と名付けた老紅梅が庭にあったことから、「剰馥樓[注釈 8]」と呼ばれた。菅茶山が1816年（文化13年）に宿した際、「茶罷談闌興転深。書樓思舊老梅陰。傳家潜徳餘馨在。一枕薫風十歳心。」（茶罷みて談闌にして興転た深し。書樓舊を思う老梅の陰。家に潜徳を傳えて餘馨在り。一枕の薫風十歳の心）の詩文を残した。頼山陽も1829年（文政12年）2月12日、叔父の頼杏坪のいる三次に向かう道中で府中の大戸家を訪問し、「備後古府剰馥樓依茶山翁詩韻卸檐山窓坐夜深。不論明日定晴陰。合離當訂歳寒約。自有老梅知此心。」の詩文を残し、先の茶山詩への次韻とした[8]。
- 墓所「士孝大戸君ノ墓」（府中市出口町）の墓碑には、「本藩菅晋帥禮卿撰、安芸頼惟彊千齢書」の刻銘がある。1974年（昭和49年）9月9日に府中市指定文化財に指定された[9]。
- 広島県会議員を務めた大戸昇六は直純の子孫である[8]。